# Pseudanthessius faouzii
Pseudanthessius faouzii is een eenoogkreeftjessoort uit de familie van de Pseudanthessiidae. De wetenschappelijke naam van de soort is voor het eerst geldig gepubliceerd in 1940 door Steuer.